# Черче (Волынская область)
Че́рче (укр. Черче) — село в Камень-Каширской городской общине Камень-Каширского района Волынской области Украины.
Население по переписи 2001 года составляет 1705 человек. Почтовый индекс — 44510. Телефонный код — 3357. Занимает площадь 10,432 км².